# Mark Damon Espinoza
Mark Damon Espinoza (Beaumont, 24 giugno 1960) è un attore statunitense.
Conosciuto soprattutto per avere interpretato il ruolo di Jesse Vasquez nella serie televisiva Beverly Hills 90210 (1994-1995), Espinoza ha partecipato a numerosi altri telefilm come JAG - Avvocati in divisa (2004), NCIS - Unità anticrimine (2005) e Numb3rs (2005).
Spesso viene accreditato come Mark D. Espinoza.

## Filmografia parziale

### Televisione
- Beverly Hills 90210 – serie TV, 50 episodi (1993-1995)
- NCIS - Unità anticrimine (NCIS) – serie TV, episodio 2x11 (2005)
- Castle – serie TV, episodio 2x16 (2010)
- The Endgame - La regina delle rapine (The Endgame) – serie TV, 10 episodi (2022)

## Doppiatori italiani
Nelle versioni in italiano delle opere in cui ha recitato, Mark Damon Espinoza è stato doppiato da:
- Fabrizio Russotto in Castle, 9-1-1
- Stefano Alessandroni in NCIS: Los Angeles, Major Crimes (st. 6)
- Enrico Di Troia in Major Crimes (ep. 5x12), S.W.A.T.
- Gaetano Varcasia in Beverly Hills 90210
- Nino D'Agata NCIS - Unità anticrimine
- Saverio Indrio in Private Practice
- Andrea Ward in Psych
- Gabriele Sabatini in Dr. House - Medical Division
- Simone Mori in The Mentalist
- Stefano Santerini in Body of Proof
- Sergio Lucchetti in Perception
- Marco Panzanaro in Scandal
- Marco Fumarola in Mayans M.C. (ep. 1x04, 1x09)
- Manfredi Aliquò in Mayans M.C. (ep. 2x07)
- Luca Biagini in Criminal Minds
- Stefano Thermes in The Endgame - La regina delle rapine